# Jean-François Xavier Salvat
Pour les articles homonymes, voir Salvat.
Jean-François Xavier Salvat est un homme politique français né le 10 octobre 1791 à Peyruis (Basses-Alpes) et décédé le 28 juillet 1859 à Peyruis.

## Biographie
Avocat, il s'engage dans l'armée en 1813 et fait les dernières campagnes napoléoniennes. Il s'installe à l'île Maurice de 1814 à 1824, puis revient en France, comme propriétaire agriculteur dans le Loir-et-Cher. Il est député de Loir-et-Cher de 1848 à 1851, siégeant à gauche.